# 第54屆廣播金鐘獎
第54屆廣播金鐘獎（英語：54th Golden Bell Awards  / 54th GBA）是2019年臺灣傳媒業界的年度盛事之一，以表揚2019年度傑出的臺灣廣播從業人員。廣播金鐘獎頒獎典禮於2019年（民國108年）9月28日在臺北市國父紀念館舉行，由侯昌明、李千那擔任典禮主持人，三立電視工程部與無限映像負責星光大道高畫質電視轉播。

## 播放平台
| 頻道            | 所在地區 | 播出日期      | 播出時間                  | 備註         |
| --------------- | -------- | ------------- | ------------------------- | ------------ |
| 三立電視        | 臺灣     | 2019年9月28日 | 19:00 - 22:30（頒獎典禮） | 電視現場直播 |
| Unifi TV        | 马来西亚 | 2019年9月28日 | 19:00 - 22:30（頒獎典禮） | 電視現場直播 |
| Vidol           | 臺灣     | 2019年9月28日 | 19:00 - 22:30（頒獎典禮） | 網路平台直播 |
| YouTube金鐘頻道 | 海外     | 2019年9月28日 | 19:00 - 22:30（頒獎典禮） | 網路平台直播 |
| 金鐘54APP       | 臺灣     | 2019年9月28日 | 19:00 - 22:30（頒獎典禮） | 網路平台直播 |
| 好事聯播網      | 臺灣     | 2019年9月28日 | 19:00 - 22:30（頒獎典禮） | 電台直播     |

## 過程
- 文化部影視及流行音樂產業局主辦。
- 三立電視承辦，三立都會台直播頒獎典禮。
- 本屆廣播金鐘獎報名時間為2019年4月12日～2019年5月3日
- 本屆廣播金鐘獎特別獎推薦時間為2019年4月12日～2019年6月4日
- 2019年8月21日公布廣播金鐘獎入圍名單。[1][2][3]

## 入圍暨得獎名單
下列之標記為該獎項得獎者。

## 評審名單
| 羅小雲 |
| 特別獎主任委員 |
| 林福岳 |
| 評審委員 |
| 方序中、以莉‧高露、江思妤、吳米森、李小平、李志成、李志德、李念和、李明璁、林佑俽、林義傑、林福岳、邰柏慶、施悅文、胡定一、凌爾祥、夏曉鵑、孫積祥、桑布伊、常勤芬、梁序倫、陳宏津(陳平)、陳建寧、陶亞倫、馮小非、馮光遠、黃韻玲、楚雲、楊力州、楊小黎、楊月娥、賈培德、廖志峯、廖柏鈞、廖婉池、管中祥、潘小雪、羅小雲、羅世宏、嚴曉翠 |

## 外部連結
- 第54屆金鐘獎官方網站 （页面存档备份，存于）
- 廣播電視金鐘獎 Golden Bell Awards的Facebook專頁
- YouTube上的2019第54屆廣播金鐘獎頒獎典禮現場LIVE直播.2019第54屆 廣播電視金鐘獎 2019 54th Golden Bell Awards.2019-09-28
- YouTube上的2019第54屆電視金鐘獎頒獎典禮現場LIVE直播.2019第54屆 廣播電視金鐘獎 2019 54th Golden Bell Awards.2019-10-05
- 第54屆廣播金鐘獎入圍名單今揭曉 （页面存档备份，存于）.文化部影視及流行音樂產業局.2019-08-21
- 108年度廣播金鐘獎得獎名單 （页面存档备份，存于）.文化部影視及流行音樂產業局.2019-09-28